# Eilífr kúlnasveinn
Eilífr kúlnasveinn fue un escaldo de Islandia que vivió en el siglo XII o XIII.
No existen información sobre su figura histórica, pero es probable que fuese un clérigo. Se han conservado cinco fragmentos de su obra, una estrofa se encuentra en el Cuarto tratado gramatical mientras que tres medias estrofas y una porción se citan en Skáldskaparmál de Snorri Sturluson (52) y generalmente se consideran parte de un poema sobre Jesucristo (Kristsdrápa), donde aparecen kennings sobre Cristo.